# Cubry
Cubry ist eine französische Gemeinde mit 102 Einwohnern (Stand: 1. Januar 2022) im Département Doubs in der Region Bourgogne-Franche-Comté.

## Geographie
Cubry liegt auf einer Höhe von 320 m über dem Meeresspiegel, sieben Kilometer südlich von Villersexel und etwa 29 Kilometer westlich der Stadt Montbéliard (Luftlinie). Das Dorf erstreckt sich in der Hügellandschaft zwischen den Talniederungen von Doubs im Süden und Ognon im Norden, im Quellgebiet des Ruisseau de l’Étang am Nordfuß der Höhen der Roches de Nans.
Die Fläche des 5,40 km² großen Gemeindegebiets umfasst einen Abschnitt der Hügellandschaft südlich des Ognontals. Der zentrale Teil des Gebiets wird vom Talkessel von Cubry eingenommen, in dem der Ruisseau de l’Étang entspringt. Er entwässert das Gebiet nach Westen zum Ognon. Begrenzt wird diese Talmulde im Süden durch die Anhöhen von Bournel und den bewaldeten Vorsprung der Roches de Nans, auf dem mit 453 m die höchste Erhebung von Cubry erreicht wird, und im Osten durch eine Hochfläche (340 m), welche die Täler von Ruisseau de l’Étang und Bief d’Auta trennt. Nach Norden erstreckt sich das Gemeindeareal bis in die breite Talebene des Ognon im Bereich des Bois derrière la Côte.
Nachbargemeinden von Cubry sind Pont-sur-l’Ognon und Les Magny im Norden, Abbenans im Osten, Uzelle und Nans im Süden sowie Cubrial im Westen.

## Geschichte
Seit dem Mittelalter bildete Cubry ein Lehen der Herrschaft Rougemont. Das Gebiet gehörte der Familie Moustier, die ursprünglich von Mouthier-Hautepierre stammte. Zusammen mit der Franche-Comté gelangte das Dorf mit dem Frieden von Nimwegen 1678 an Frankreich. Heute ist Cubry Mitglied des Gemeindeverbandes Deux Vallées Vertes.

## Sehenswürdigkeiten
Die Dorfkirche von Cubry stammt aus dem 19. Jahrhundert. Auf einem Plateau südlich des Dorfes erhebt sich das Château de Bournel. Es besteht aus dem Vieux Château, das ab 1730 in spätgotisch-romantischem Stil erbaut wurde (1890 und 1910 umgestaltet) und dem danebenstehenden modernen Schloss im neugotischen Stil von ungefähr 1860 bis 1870. Die Schlösser sind von einer großen Parkanlage im englischen Stil umgeben.

## Bevölkerung
| Jahr                       | 1962 | 1968 | 1975 | 1982 | 1990 | 1999 | 2006 | 2016 |
| Einwohner                  | 126  | 96   | 82   | 106  | 105  | 70   | 75   | 87   |
| Quellen: Cassini und INSEE |      |      |      |      |      |      |      |      |

Mit 102 Einwohnern (1. Januar 2022) gehört Cubry zu den kleinsten Gemeinden des Départements Doubs. Nachdem die Einwohnerzahl in der ersten Hälfte des 20. Jahrhunderts deutlich abgenommen hatte (1911 wurden noch 313 Personen gezählt), wurde während der 1970er Jahre ein Bevölkerungswachstum, ab den 1990er Jahren jedoch erneut ein Rückgang verzeichnet.

## Wirtschaft und Infrastruktur
Cubry war bis weit ins 20. Jahrhundert hinein ein vorwiegend durch die Landwirtschaft (Ackerbau, Obstbau und Viehzucht) und die Forstwirtschaft geprägtes Dorf. Daneben gibt es heute einige Betriebe des lokalen Kleingewerbes. Mittlerweile hat sich das Dorf zu einer Wohngemeinde gewandelt. Viele Erwerbstätige sind deshalb Wegpendler, die in den größeren Ortschaften der Umgebung ihrer Arbeit nachgehen. Das alte Château de Bournel beherbergt heute ein Hotel mit Restaurant und Golfplatz.
Der Ort liegt abseits der größeren Durchgangsstraßen. Die Hauptzufahrt erfolgt von der Hauptstraße D50, die von Baume-les-Dames nach Villersexel führt. Weitere Straßenverbindungen bestehen mit Cubrial, Nans und Uzelle.